# Jerrie Mock
Jerrie Mock est une aviatrice américaine, née le 22 novembre 1925 à Newark dans l'Ohio et morte le 30 septembre 2014 à Quincy en Floride.
En 1964, elle est la première femme à réussir un tour du monde aérien en solo, qu'elle effectue en 29 jours à bord d'un monomoteur.

## Biographie

### Jeunesse
À l'âge de sept ans, Geraldine Lois Fredritz effectue son baptême de l'air. Par la suite, elle rêve de devenir aviatrice et prend comme modèle Amelia Earhart. En 1943, elle entre à l'université d'État de l'Ohio afin d'étudier le génie aéronautique. Deux ans plus tard, elle interrompt ses études afin d'épouser Russell Mock. Elle obtient son brevet de pilote à l'âge de 33 ans et vole durant ses loisirs.

### Tour du monde
En 1963, Jerrie Mock décide d'entreprendre un tour du monde aérien en solo. Ses préparatifs durent 18 mois, durant lesquels elle obtient une qualification de vol aux instruments et passe un accord avec le quotidien The Columbus Dispatch afin de relater son voyage. Elle est soutenue par son mari, lui aussi pilote amateur, qui rassemble des sponsors. L'aviatrice entreprend son voyage l'année suivante, alors qu'elle totalise seulement 750 heures de vol.
Le 19 mars, Jerrie Mock décolle de Columbus à bord d'un Cessna 180 monomoteur vieux de onze ans dont les Mock sont copropriétaires. L'appareil est baptisé Spirit of Columbus en référence au Spirit of St. Louis. Trois de ses sièges ont été démontés afin d'installer des réservoirs supplémentaires. Il est également équipé de matériel radio et d'appareils de navigation. Mock se dirige vers l'archipel des Bermudes. Parmi ses autres escales figurent les Açores, Le Caire, Karachi, Calcutta, Bangkok et Honolulu. Elle rejoint Columbus le 17 avril, au terme d'un voyage de 29 jours, 11 heures et 59 minutes. Une autre femme pilote, Joan Merriam Smith, partie de Californie le 17 mars, termine son tour du monde le 16 mai.

### Autres activités
Après son retour, Jerrie Mock publie un livre retraçant son voyage, intitulé Three-Eight Charlie. Il est réédité en 2014 à l'occasion du 50e anniversaire de son tour du monde,. Elle produit Youth Has Its Say, une émission de débat consacrée à la jeunesse, qui reste à l'antenne durant cinq ans. Elle travaille également sur la série radiophonique Opera Preludea.
Mock est nommée vice-présidente du Women's Advisory Committee on Aviation créé par la Federal Aviation Administration (FAA) en 1964.

## Reconnaissance

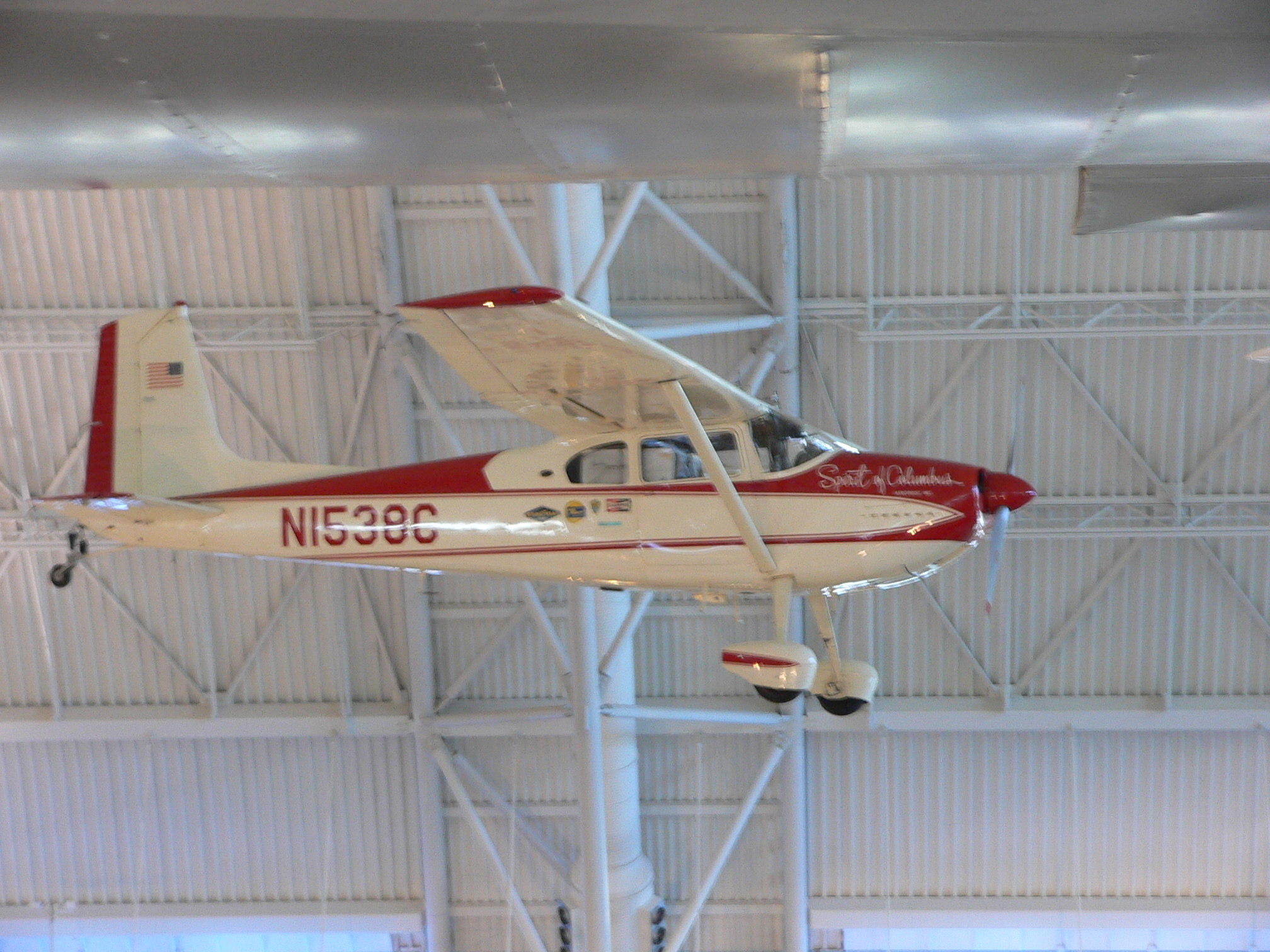
Le Spirit of Columbus, exposé au Steven F. Udvar-Hazy Center.

Jerrie Mock est reçue à la Maison-Blanche et le président Lyndon B. Johnson lui remet la médaille d'or (Gold Medal Award) de la Federal Aviation Agency, une agence gouvernementale qui a depuis adopté le nom de Federal Aviation Administration (FAA). Elle apparaît dans des événements publics et est invitée dans des shows télévisés. Elle est la première femme à recevoir la médaille Louis Blériot, décernée par la fédération aéronautique internationale (FAI).
Une statue grandeur nature de l'aviatrice est inaugurée dans sa ville natale de Newark en septembre 2013. En 2014, un hommage lui est rendu au Steven F. Udvar-Hazy Center, où est exposé son avion.

## Vie personnelle
Après leur mariage, Jerrie et Russell Mock s'établissent à Bexley, une ville située dans la banlieue de Columbus. Le couple a trois enfants. Jerrie Mock vole jusqu'en 1968, puis renonce à pratiquer son hobby, devenu trop coûteux à ses yeux. Elle meurt à Quincy en Floride le 30 septembre 2014, à l'âge de 88 ans.